# Petasina filicina
Petasina filicina е вид коремоного от семейство Hygromiidae.

## Разпространение
Видът е разпространен в Австрия, Босна и Херцеговина, Италия, Словакия, Словения, Сърбия, Унгария и Хърватия.